# Vesa Mäkipää
Vesa Mäkipää (* 21. Januar 1965) ist ein ehemaliger finnischer Ski-Orientierungsläufer.
Mäkipää nahm in den 1990er Jahren an fünf Weltmeisterschaften teil und gewann dabei 1992 zusammen mit Eero Haapasalmi, Stefan Borgman und Anssi Juutilainen eine Goldmedaille sowie fünf Silbermedaillen und einmal Bronze. 
Bei den Weltmeisterschaften 1992 in Pontarlier, Frankreich musste sich Mäkipää auf der kurzen und langen Strecke jeweils dem Norweger Vidar Benjaminsen geschlagen geben. 1996 wurde er in beiden Einzelwettbewerben Vierter. 1995 und 1997 gewann er zweimal in Folge die Weltcup-Gesamtwertung. 
Mäkipää startete für die Vereine Mynämäen Suunnistajat -52 und IF Sibbo-Vargarna.

## Platzierungen
Weltmeisterschaften: (1 × Gold, 5 × Silber, 1 × Bronze)
- 1990: 8. Platz Kurz, 2. Platz Staffel
- 1992: 2. Platz Kurz, 2. Platz Lang, 1. Platz Staffel
- 1994: 17. Platz Kurz, 15. Platz Lang, 2. Platz Staffel
- 1996: 4. Platz Kurz, 4. Platz Lang, 2. Platz Staffel
- 1998: 16. Platz Kurz, 3. Platz Staffel

Gesamt-Weltcup:
- 1989: 28. Platz
- 1991: 5. Platz
- 1993: 5. Platz
- 1995: 1. Platz
- 1997: 1. Platz
- 1999: 50. Platz